# Мадізе (Ляене-Гар'ю)
Ма́дізе (ест. Madise küla) — село в Естонії, у волості Ляене-Гар'ю повіту Гар'юмаа.

## Населення
Чисельність населення на 31 грудня 2011 року становила 72 особи.

## Історія
З 16 січня 1992 до 24 жовтня 2017 року село входило до складу волості  Падізе.

## Пам'ятки
- Лютеранська кірха святого Матфея (Harju-Madise Mattiase kirik), пам'ятка архітектури 14-19-го століть.[2]

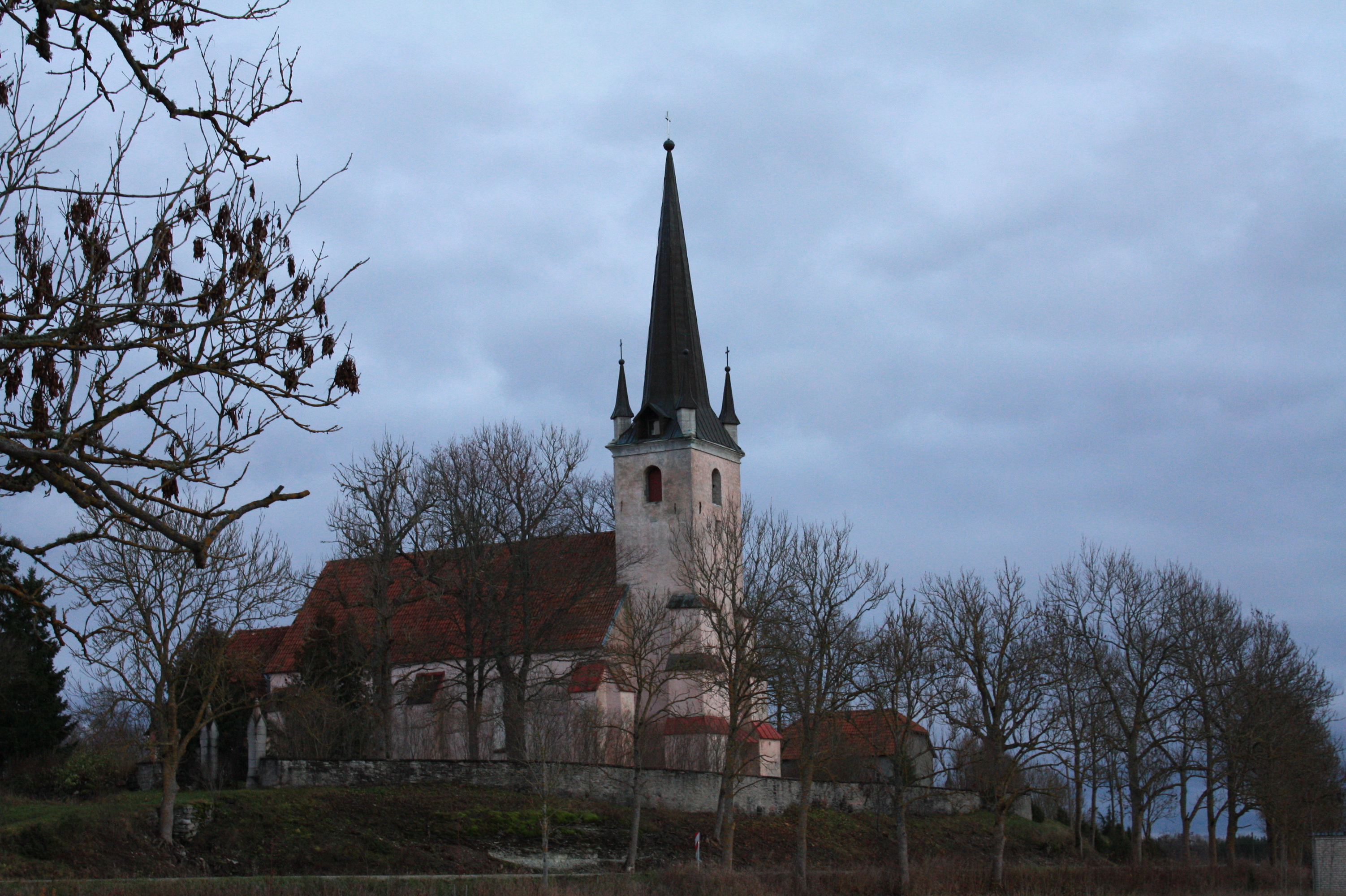
Лютеранська кірха